# Dipulus caecus
Dipulus caecus är en fiskart som beskrevs av Waite, 1905. Dipulus caecus ingår i släktet Dipulus och familjen Bythitidae. Inga underarter finns listade i Catalogue of Life.